# شیتای اشته
شیتای اشته (انگلیسی: Shitaye Eshete؛ زادهٔ ۲۱ می ۱۹۹۰) ورزشکار دو و میدانی اهل بحرین است.
وی در مسابقات کشوری و بین‌المللی در مجموع برندهٔ ۳ مدال طلا، ۲ مدال نقره و ۲ مدال برنز شده‌است.